# Alexia (namn)

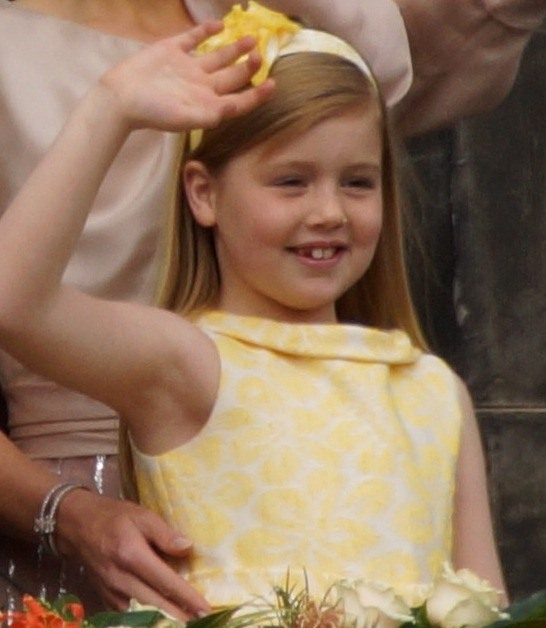
Prinsessan Alexia av Nederländerna

Alexia är en kortform av det grekiska namnet Alexandra som är sammansatt av ord som betyder försvar och människa.
Den 31 december 2014 fanns det totalt 652 kvinnor folkbokförda i Sverige med namnet Alexia, varav 403 bar det som tilltalsnamn.
Namnsdag i Sverige: saknas

## Personer med namnet Alexia
- Alexia (född 1997), italiensk sångerska
- Alexia av Grekland, grekisk prinsessa
- Alexia av Nederländerna, nederländsk prinsessa
- Alexia Putellas, spansk fotbollsspelerska